# Арабаджі Олександр Миколайович
Олекса́ндр Микола́йович Арабаджі — підполковник Національної гвардії України.

## З життєпису
Станом на березень 2017-го — заступник командира загону (командир групи), Східного територіального управління Національної гвардії України. З дружиною та двома доньками проживає у місті Харків.

## Нагороди
За особисту мужність, сумлінне та бездоганне служіння Українському народові, зразкове виконання військового обов'язку відзначений — нагороджений
- орденом «За мужність» (13.11.2015).